# Jean-Marie Benoît Balla
Pour les articles homonymes, voir Balla.
Jean-Marie Benoît Balla, né à Oveng le 10 mai 1959 et mort à Ebebda le 31 mai 2017, est un prélat catholique camerounais qui fut évêque de Bafia de 2003 jusqu'à sa mort tragique en 2017. Les circonstances de son décès, à l'âge de 58 ans, font l'objet d'une enquête. 

## Biographie
Ordonné prêtre le 20 juin 1987 par Jean Zoa, il est d'abord nommé aumônier diocésain des écoles, puis curé fondateur de la paroisse de la Cité-Verte à Yaoundé. Il a été aussi curé de la paroisse saint Paul de Ndzong-Melen rendue célèbre pour être précurseur de l'inculturation avec l'abbé Pie Claude Ngoumou qui introduisit le balafon dans la liturgie camerounaise. Vice-procurateur diocésain, supérieur du petit séminaire Sainte Thérèse de Mvolyé (Yaoundé), aumônier de la congrégation des Filles de Marie et professeur au grand séminaire de Nkolbisson (Yaoundé) et à l'école Saint-Cyprien de Ngoya. 
Le 15 avril 2003, il est nommé évêque de Bafia par le pape Jean-Paul II. Il est consacré le 17 juillet suivant, succédant ainsi à Athanase Bala.

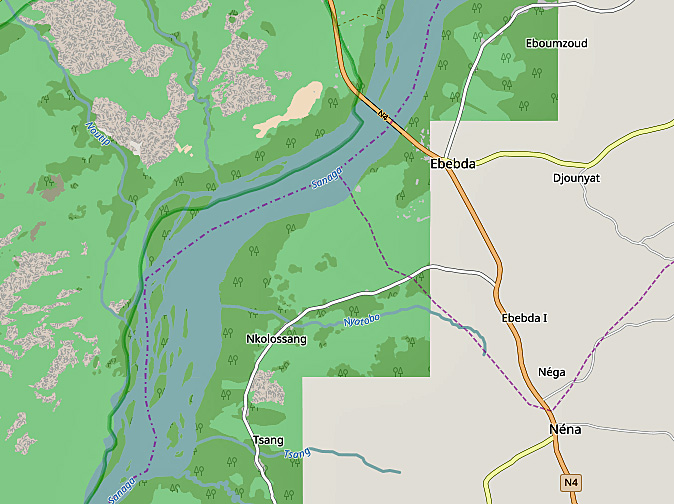
Localisation des faits (pont sur la Sanaga à Ebebda et village de Tsang).

Dans la nuit du 30 au 31 mai 2017, l'évêque disparaît après avoir reçu un appel téléphonique. Son véhicule est découvert le lendemain sur le pont du fleuve Sanaga à Ebebda. Il contient ses documents personnels et un message — « Je suis dans l’eau » —, probablement destiné à faire penser à un suicide. Le 2 juin, trois jours après sa disparition, le prélat est retrouvé mort dans les eaux de la Sanaga, dans le village de Tsang, situé à environ 17 km d'Ebebda. D'après les premiers éléments de l’enquête, le prélat aurait été jeté à l'eau après avoir été torturé puis tué. Aleteia note que « le décès de Mgr Balla vient s’ajouter à la longue liste de religieux, prêtres, évêques retrouvés morts au Cameroun depuis 1988, dans des circonstances suspectes, et dont les auteurs n’ont jamais été rattrapés ». L'un des prêtres du diocèse avait par ailleurs été assassiné trois semaines plus tôt.

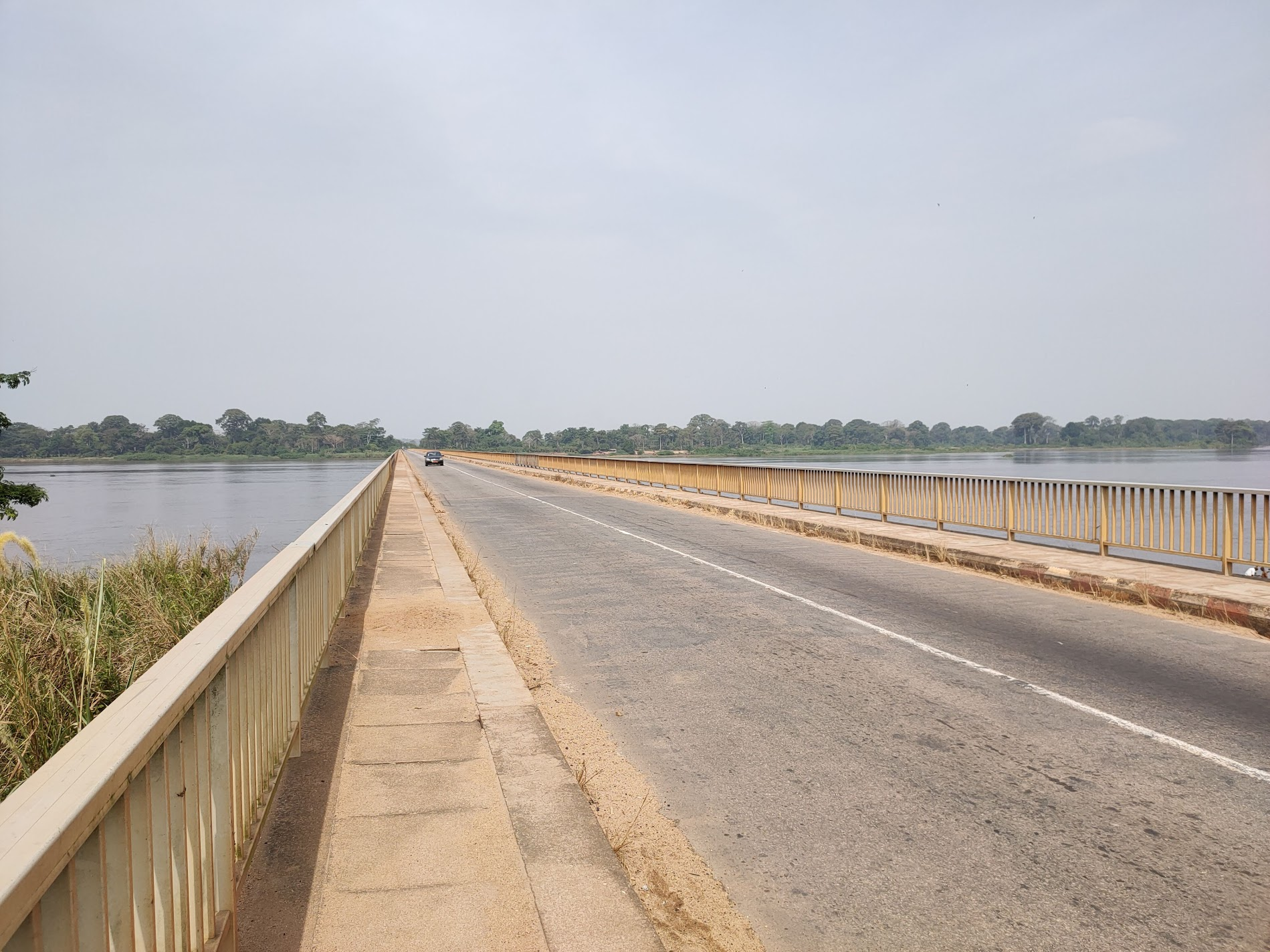
Pont d'Ebebda

Le 4 juillet 2017, le procureur général auprès de la Cour d'appel camerounaise livre les résultats de l'autopsie de l'évêque pratiquée par deux médecins légistes étrangers arrivés au Cameroun le 29 juin, et indique dans un communiqué que la noyade est la cause la plus probable du décès. Cette version contredit celle des évêques du Cameroun qui avaient réfuté la thèse du suicide lors d'une réunion extraordinaire à Yaoundé le 13 juin. Cependant les investigations « en vue de déterminer les circonstances exactes de ce drame  » se poursuivent.
Le vendredi 8 juillet 2017, Samuel Kleda, archevêque de Douala et président de la Conférence épiscopale nationale du Cameroun (en), recevant la presse à Mvolyé, siège de ladite conférence épiscopale, prend le contre-pied du procureur général Jean-Flis Kléber Ntamack et réaffirme que « Mgr Jean-Marie Benoît Balla a été violemment assassiné ».
Le dimanche 9 juillet 2017, une campagne de dénigrement du prélat est lancée dans les réseaux sociaux notamment Facebook par un certain nombre de journalistes et d'hommes politiques. Celle-ci va jusqu'à la falsification des correspondances officielles de l'Eglise catholique, il en est ainsi de la correspondance de l'évêque de Périgueux et Salat en France.[réf. nécessaire]
Le 17 juillet 2017, la Conférence épiscopale nationale du Cameroun (en) décide de porter plainte contre X pour l'assassinat du prélat.
Le 3 août 2017, Jean-Marie Benoît Balla est inhumé en la cathédrale Saint-Sébastien de Bafia.
Le 28 août 2017, sa tombe est profanée, au sein même de la cathédrale, ce qui aboutit à une enquête.